# Зиннатов, Ролан Рифатович
Ролан Рифатович Зиннатов (род. 26 декабря 1996) — российский спортсмен (спортивное и боевое самбо, дзюдо), мастер спорта России международного класса (2022). Чемпион России (2024). В спортивном самбо становился бронзовым призёром первенства России 2014 года среди юношей. В дзюдо был бронзовым призёром первенства России 2016 года среди молодёжи. Наибольших успехов добился в боевой версии самбо: победитель (2021) и серебряный призёр (2022) Кубка России, серебряный (2023) и бронзовый (2021, 2022) призёр чемпионатов России чемпион Европы 2023 года. Наставниками Зиннатова в разное время были М. М. Бикташев, В. А. Елизаров и А. С. Тимошин. Выступает в весовой категории до 71 кг.

## Всероссийские соревнования

### Боевое самбо
- Кубок России по самбо 2021 — ;
- Чемпионат России по самбо 2021 — ;
- Чемпионат России по самбо 2022 — ;
- Кубок России по самбо 2022 — ;
- Чемпионат России по самбо 2023 — ;
- Чемпионат России по самбо 2024 — ;
- Чемпионат России по самбо 2025 — ;